# Фелсберг (Хесен)
Фелсберг (њем. Felsberg) град је у њемачкој савезној држави Хесен. Једно је од 27 општинских средишта округа Швалм-Едер. Према процјени из 2010. у граду је живјело 10.792 становника. Посједује регионалну шифру (AGS) 6634003.

## Географски и демографски подаци
Фелсберг се налази у савезној држави Хесен у округу Швалм-Едер. Град се налази на надморској висини од 162 метра. Површина општине износи 83,3 km². У самом граду је, према процјени из 2010. године, живјело 10.792 становника. Просјечна густина становништва износи 130 становника/km².

## Међународна сарадња
| Мјесто | Држава               | Врста сарадње | Од    |
| ------ | -------------------- | ------------- | ----- |
| Чедар  | Уједињено Краљевство | партнерство   | 1986. |
|        | Француска            | партнерство   | 1982. |
|        | Швајцарска           | контакт       | 2000. |
| Извор  |                      |               |       |